# رولد پولسن
رولد پولسن (دانمارکی: Roald Poulsen؛ ۲۸ نوامبر ۱۹۵۰ – ۱۶ اکتبر ۲۰۲۴) بازیکن و مربی فوتبال اهل دانمارک بود.